# 枇杷叶珊瑚
枇杷叶珊瑚（学名：Aucuba eriobotryaefolia）是绞木科桃叶珊瑚属的植物，为中国的特有植物。分布在中国云南等地，生长于海拔1,300米至2,400米的地区，多生在林中。